# 陳昭瑋
陳昭瑋（Jeff Chen，1987年3月31日—），台灣男歌手、音樂家、主持人。出生於臺灣屏東縣琉球鄉，與弟弟陳孟賢合組「百萬兄弟」。

## 簡歷
陳昭瑋畢業於中華大學外文系、美國西來大學宗教學研究所，曾任屏東縣琉球國中、中正國中英文教師，棄教職轉入演藝圈，與弟弟陳孟賢合組「百萬兄弟」。2015年「百萬兄弟」於三立電視超級紅人榜節目以「為了十萬塊」表演爆紅。
陳昭瑋自幼學習鋼琴，長大才開始學習柳琴，師承台灣資深柳琴演奏家徐士媖。2019年第一屆「中國柳琴藝術大賽」獲成人組特別金獎；2021年第二屆「中國柳琴藝術大賽」再獲獨奏及非職業重奏組合兩個項目金獎。
2023年9月起於台南應用科技大學流行音樂系擔演唱組兼任講師
2022年起接觸匹克球，目前為3.5級選手，並跨足體育用品界代理國際匹克球品牌Franklin及Vulcan兩個品牌。
陳昭瑋熟諳台語主持及慶典文化,長年活躍於廟會及晚會主持舞台,台灣重要慶典熱門主持人選之一, 同時精通英語, 亦為台灣演藝界極少數能駕馭國際性場合主持之新生代主持人。

## 節目來賓
- 我愛冰冰Show
- 超級紅人榜
- 超級夜總會

## 外部連結
- （Youtube）104.06.14 超級紅人榜 陳昭瑋+陳孟賢─為了十萬塊(尤雅) （页面存档备份，存于）
- 陳昭瑋 Jeff Chen的Facebook專頁
- 陳昭瑋 Jeff Chen的Instagram帳戶